# La mort de l'autor
La mort de l'autor és un influent assaig de l'escriptor i crític estructuralista francès Roland Barthes, aparegut l'any 1968 com a article. Barthes el va escriure sota la influència del situacionisme, el pensament de Jacques Derrida i l'escola de Yale, alhora que assimilant una tradició que incorpora el marxisme, Walter Benjamin o algunes idees del formalisme rus. El títol de l'assaig ha acabat per significar el gir realitzat pel postestructuralisme a la teoria literària, la narratologia i el tractament de l'autor. El títol de l'obra és un joc de paraules amb Le morte d'Arthur (La mort d'Artur), un recull d'històries artúriques del segle xv, escrit per diversos autors i posteriorment reinterpretades per l'editor, Sir Thomas Malory.

## Contingut
Es tracta d'una refutació de la postura crítica i mode de lectura que suposa que la figura de l'autor pot explicar o donar la clau de la veu narrativa d'un text. Aquesta idea "biografista" té una llarga tradició darrera, amb representants com Sainte-Beuve, i que beu de posicions epistemològiques més antigues. Encara que l'autor físic precedeixi allò escrit i sigui una figura implícita en el text, no hi ha una relació directa entre allò escrit, el protagonista i l'escriptor. Considerar que un text ve a ser explicat per la figura de l'autor vindria a limitar el seu sentit, "imposar-li un límit". En l'escriptura només té importància l'enunciació, l'estat iniciat al moment de la realització del text. El llibre és un teixit de signes, no una representació fixada. Seguint una idea habitual en Barthes, l'escriptura és la destrucció de l'origen, l'estat anterior a la seva realització, i una separació necessària. La participació del lector implica la descodificació dels signes del text: El naixement del lector es paga amb la mort de l'autor. La vessant crítica que ocupa l'escola de l'estètica de la recepció vindria a estudiar aquest procés.